# Kelly Berville
Pour les articles homonymes, voir Berville.
Kelly Mathurin Berville est un footballeur français né le 5 janvier 1978 à Colombes (Hauts-de-Seine).

## Biographie
Il fait ses premiers pas sur un terrain de football avec le club de l'ES Colombienne à l'âge de 10 ans. Repéré par un recruteur du RC Lens, il part pour deux années au centre de formation de ce club. N'ayant pas convaincu complètement, il s'engage pour un club voisin Valenciennes (CFA), où il connaît la montée en National et un titre de champion de France amateur.
En accomplissant une pleine saison il est détecté par le club de l'OGC Nice où il finit par signer pro et en même temps débuter sur les pelouses de Ligue 2. Après une saison de prêt à l'ASOA Valence (National), il connaît la montée en Ligue 1 avec Nice. Il connaît cependant beaucoup de difficultés à trouver sa place en Ligue 1. 
Il décide donc de voler vers d'autres cieux : Livingston (Écosse), Gueugnon (L2), Penafiel puis Paços de Ferreira (Portugal).

## Carrière
- 1997-1998 :  Valenciennes FC
- 1998-2002 :  OGC Nice
- 2000-2001 :  ASOA Valence (prêt)
- 2002-2003 :  Livingston FC
- 2003-2004 :  FC Gueugnon
- 2004-2008 :  FC Penafiel
- 2008-2010 :  Paços de Ferreira
- 2010-2011 :  APOP
- 2011-2012 :  SMOC Saint Jean de Braye[1]